# Държавен исторически музей (Москва)
Държавният исторически музей на Русия в Москва е най-големият национално-исторически обект в Русия.
В музея са изложени колекции, които са на почти половин век, има около 5 милиона музейни обекти и 14 милиона страници от документи.

## История
Решението за създаването на Историческия музей е взето от руския император Александър II през февруари 1872 г. През януари 1873 г. са одобрени Общите правила на музея, в които се посочва основната цел „да служи като визуална история“, което ще рече да се съберат всички паметници на значими исторически събития от руската държава. Първият устав на музея е изготвен от граф Александър Уваров и е одобрен през август 1874 г.
През май 1881 г. музеят е прехвърлен на Министерството на финансите и придобива статут на държавно учреждение, а името му е сменено на Руски императорски исторически музей. През декември 1882 г. по решение на Александър III музеят е прехвърлен на Министерството на образованието.
За посетители музея е открит в началото на юни 1883 г. От тогава музеят е преименуван няколко пъти: през май 1895 г. музеят е преименуван на Руски императорски исторически музей „Цар Александър III“ в Москва, през ноември 1917 г. – на Руски исторически музей, през 1925 г. – на Държавен исторически музей.

## Сграда
Сградата на музея e уникален исторически и архитектурен паметник. Разположена е на Червения площад. В резултат на конкурс за дизайн на сградата на музея са избрани архитект Владимир Шервуд и инженер Анатолий Семьонов. Изграждането на музея продължава в периода 1875-1881 г. В изграждането на вътрешните зали се включват московските архитекти и художници: И. Е. Бондаренко, А. П. Попов, Иван Айвазовски, Виктор Васнецов, а по-късно Валентин Серов, С. А. Коровин, Иля Репин. Интериорът на музея отговаря на определени исторически периоди.

## Колекция
Стените на стаите са украсени с картини от известни руски художници. Историята през хилядолетията е възкресена в музея хронологично: живот на първобитния човек, формиране на старата руска държава, татаро-монголското нашествие, суровата и безмилостна епоха на Иван Грозни, напредък на Русия по времето на Петър I. В периода 1936-1937 г. много живописни и интериорни детайли са варосани или унищожени.
През 1986 – 1997 г. музеят е затворен за реставрация и ремонт. Дарения за музея правят държавни и обществени институции, манастири, библиотеки, архиви, академии, институти, университети и издатели. Дарени са над 300 000 обекта, включително произведения на иконописта, руското изкуство от XVIII-XIX век, старинни ръкописи, всички видове занаяти, огромен архив от ценни документи, колекции от ловни оръжия и пистолети, ръкописи и книги, художествени произведения.
През 1993 г. във връзка с ликвидацията на Централния музей на В. И. Ленин колекцията му е прехвърлена към Историческия музей. Колекцията, съхранявана във фондовете, има следните отдели: археология, нумизматика, дърво, оръжия, метали, благородни метали, стъкло и керамика, ръкописи и старопечатни книги и писмени източници, тъкани и костюми, картографиране, визуални материали, книжен фонд.